# Cancrinia rupestris
Cancrinia rupestris là một loài thực vật có hoa trong họ Cúc. Loài này được (Popov ex Nevski) Poljakov mô tả khoa học đầu tiên năm 1960.